# Al-Abshihi
al-Abshīhī, o al-Ibshaihī, (1388 – 1448), è stato un letterato arabo, musulmano, vissuto in Egitto.
La sua opera più conosciuta è il Kitāb al-Mustaṭraf, ricca e popolare raccolta di novelle e racconti, alcuni semistorici.